# Manuel Tosca i Amella
Manuel Tosca i Amella (Barcelona, 1921 – Viladecans, 2008) va ser un escriptor català.
Com a poeta ha estat àmpliament guardonat en diferents certàmens. Té dos títols de Mestre en Gai Saber, i el de Mestre en Noble Rim. Té dos reculls poètics publicats: Tot fent camí (1978) i Entre el caliu i la flama (1989). Un dels seus poemes, “El vailet de la vaca cega”, està exposat al museu de la Vida Rural, de l'Espluga de Francolí.
El seu primer llibre d'assaig, “Viatge per la memòria: allò que sovint no se sap o que moltes vegades no es recorda", ha assolit un remarcable èxit tant de crítica com de públic, i ha donat pas a la continuació titulada "Segon viatge per la memòria: nou recull de curiositats”, amb la mateixa acceptació.
Té diverses cançons musicades. Va formar part de l'equip que confeccionava un nou i original diccionari complementari de la llengua catalana.
Va ser cofundador de l'Ateneu Artístic, Científic i Literari de Viladecans, i delegat de la secció literària. Fou membre de l'Associació d'Escriptors en Llengua Catalana (AELC).

## Obra

### Curiositats i enigmes
- Viatge per la memòria : allò que sovint no se sap o que moltes vegades no es recorda. (1994)
- Segon viatge per la memòria : nou recull de curiositats (1997)

### Poesia
- Entre el caliu i la flama : poemes. (1989)
- Sala de miralls: recull de poemes (2000)
- Triada (2001)
- El Nadal i les nadales : 1981-2002. (2002)
- Credere in deum : a redós de la història : poema. (2005)